# Prionapterus woltersi
Prionapterus woltersi är en skalbaggsart som beskrevs av Bruch 1925. Prionapterus woltersi ingår i släktet Prionapterus och familjen långhorningar. Inga underarter finns listade i Catalogue of Life.